# Sneaker Pimps
Die Sneaker Pimps sind eine britische Band, die in den frühen 1990er Jahren von Chris Corner, einem Astrophysikstudenten aus London, und seinem Freund Liam Howe, der in Reading die Kunsthochschule besuchte, gegründet wurde.

## Bandgeschichte
Corner und Howe wuchsen in Middlesbrough auf, wo sie anfangs „Dance Music“ in einem kleinen Heimstudio produzierten. Ihre musikalischen Wurzeln definieren sie aus einer Mischung von Synth Pop, Dance und melodischem Punk, dem sie sich auch ideologisch angehörig fühlen.

## Alben

### Becoming X
Unter den Projektnamen Line of Flight und Frisk veröffentlichten sie bald zwei EPs auf dem damals recht neuen Clean Up-Plattenlabel. Zwar waren die Ur-Sneaker Pimps bei ihrem musikalischen Schaffen vom Dance inspiriert, erschaffen wollten sie aber songorientierte Strukturen. In weiterer Folge wurden einige Demosongs aufgenommen, bei denen Chris den Vocalpart übernahm. Ian Pickering, ein Freund aus alten Jugendtagen, war bei den Aufnahmen und dem Schreiben der Stücke ebenfalls beteiligt. Zusätzlich wurde Sängerin Kelli Dayton (heute als Kelli Ali aktiv) für die Aufnahmen an Bord geholt, da man den Songs ein weibliches, melodisches Flair verpassen wollte. Daraus resultierte Becoming X, das Debütalbum, welches den internationalen Durchbruch für das – eigentlich temporär geplante – Projekt der Sneaker Pimps brachte.
Für die Produktion waren unter anderem Nellee Hooper und Marius de Vries verantwortlich, welche auch schon an den ersten Björk-Alben beteiligt waren; dies ist besonders bei der Erfolgssingle 6 Underground zu hören. Der Stil des Albums wird oft als Trip-Pop bezeichnet, weil es im Rhythmus viele Trip-Hop-Elemente beinhaltet, aber wesentlich weniger düster ist.
Daraufhin begaben sich die Sneaker Pimps auf eine weltweite Tour, die sie vor allem durch die Vereinigten Staaten führte. Die Band trennte sich schließlich von Sängerin Kelli Dayton.

### Splinter
Im Jahre 1999 wurde mit Splinter das Nachfolgealbum veröffentlicht, auf welchem Gitarrist Chris Corner erstmals singt. Auch der Sound der Band war kaum wiederzuerkennen. Mit Ausnahme eines aggressiveren Songs werden alle Stücke von der Akustikgitarre dominiert, das Schlagzeug agiert zurückhaltend vor schweren Basslinien, Keyboardklänge und Filmmusiksamples runden den Sound ab.
Trotz exzellenter Kritiken war das Album kein kommerzieller Erfolg, machte die Sneaker Pimps aber auch auf dem europäischen Festland bekannter, nachdem sie Placebo auf ihrer dortigen Tour im Jahr 2001 als Vorband begleiteten.

### Bloodsport
2002 erschien dann nach drei Jahren Pause das dritte Studioalbum namens Bloodsport, das wieder viele musikalische Veränderungen mit sich brachte. Wenngleich viele Songs dem Stil von Splinter ähnelten, scheint das Album dennoch beatorientierter und aggressiver. So ist beispielsweise der Titelsong Bloodsport ein lupenreiner Housetrack, während in den Opener Kiro TV vor allem Rockelemente einfließen.

### Pause und neues AlbumSquaring the Circle
In den 2000er- und 2010er-Jahren widmete Chris Corner sich hauptsächlich seinem Soloprojekt IAMX, während die Arbeit mit Sneaker Pimps ruhte. Am 10. September 2021 erschien dann mit Squaring the Circle ein neues Album, bei dem Lowe und Corner für viele Tracks mit der Sängerin Simonne Jones zusammenarbeiten.

## Diskografie

### Studioalben
| Jahr | Titel      | Höchstplatzierung, Gesamtwochen, AuszeichnungChartplatzierungen (Jahr, Titel, Platzierungen, Wochen, Auszeichnungen, Anmerkungen) | Höchstplatzierung, Gesamtwochen, AuszeichnungChartplatzierungen (Jahr, Titel, Platzierungen, Wochen, Auszeichnungen, Anmerkungen) | Höchstplatzierung, Gesamtwochen, AuszeichnungChartplatzierungen (Jahr, Titel, Platzierungen, Wochen, Auszeichnungen, Anmerkungen) | Höchstplatzierung, Gesamtwochen, AuszeichnungChartplatzierungen (Jahr, Titel, Platzierungen, Wochen, Auszeichnungen, Anmerkungen) | Höchstplatzierung, Gesamtwochen, AuszeichnungChartplatzierungen (Jahr, Titel, Platzierungen, Wochen, Auszeichnungen, Anmerkungen) | Anmerkungen                        |
| Jahr | Titel      | DE | AT | CH | UK | US | Anmerkungen                        |
| ---- | ---------- | --- | --- | --- | --- | --- | ---------------------------------- |
| 1996 | Becoming X | — | — | — | UK27 Gold · (15 Wo.)UK | US111 (23 Wo.)US | Erstveröffentlichung: August 1996  |
| 1999 | Splinter   | — | — | — | UK80 (1 Wo.)UK | — | Erstveröffentlichung: Oktober 1999 |
| 2002 | Bloodsport | — | AT68 (1 Wo.)AT | — | — | — | Erstveröffentlichung: Januar 2002  |

Weitere Alben
- 1998: Becoming Remixed
- 2004: SP4 (Eigenveröffentlichung)
- 2021: Squaring the Circle

### Singles
| Jahr | Titel Album                   | Höchstplatzierung, Gesamtwochen, AuszeichnungChartplatzierungen (Jahr, Titel, Album, Platzierungen, Wochen, Auszeichnungen, Anmerkungen) | Höchstplatzierung, Gesamtwochen, AuszeichnungChartplatzierungen (Jahr, Titel, Album, Platzierungen, Wochen, Auszeichnungen, Anmerkungen) | Höchstplatzierung, Gesamtwochen, AuszeichnungChartplatzierungen (Jahr, Titel, Album, Platzierungen, Wochen, Auszeichnungen, Anmerkungen) | Höchstplatzierung, Gesamtwochen, AuszeichnungChartplatzierungen (Jahr, Titel, Album, Platzierungen, Wochen, Auszeichnungen, Anmerkungen) | Höchstplatzierung, Gesamtwochen, AuszeichnungChartplatzierungen (Jahr, Titel, Album, Platzierungen, Wochen, Auszeichnungen, Anmerkungen) | Anmerkungen                          |
| Jahr | Titel Album                   | DE | AT | CH | UK | US | Anmerkungen                          |
| ---- | ----------------------------- | --- | --- | --- | --- | --- | ------------------------------------ |
| 1996 | 6 Underground Becoming X      | — | — | — | UK9 Silber · (8 Wo.)UK | US45 (22 Wo.)US | Erstveröffentlichung: September 1996 |
| 1997 | Spin Spin Sugar Becoming X    | — | — | — | UK21 (5 Wo.)UK | US87 (13 Wo.)US | Erstveröffentlichung: März 1997      |
| 1997 | Post Modern Sleaze Becoming X | — | — | — | UK22 (3 Wo.)UK | — | Erstveröffentlichung: August 1997    |
| 1999 | Low Five Splinter             | — | — | — | UK39 (2 Wo.)UK | — | Erstveröffentlichung: August 1999    |
| 1999 | Ten To Twenty Splinter        | — | — | — | UK56 (1 Wo.)UK | — | Erstveröffentlichung: Oktober 1999   |
| 2002 | Sick Bloodsport               | — | — | — | UK100 (1 Wo.)UK | — | Erstveröffentlichung: März 2002      |

Weitere Singles
- 1996: Tesko Suicide
- 1996: Roll On
- 2002: Bloodsport
- 2002: Loretta Young Silks